# Flotsam
Flotsam est un jeu vidéo de simulation de survie développé par Pyjama Llama Games et édité par Kongregate, qui est sorti en accès anticipé sur Steam, Kartridge, GoG et Humble Bundle le 26 septembre 2019,.

## Système de jeu
Flotsam est un jeu de survie de construction urbaine. Dans le jeu, le joueur prend place dans un groupe de survivants bloqués dans un monde inondé. Le système de jeu tourne autour du joueur guidant ces survivants à travers le monde tout en recyclant toutes les ordures qui se trouvent dans l'océan.

## Développement
Flotsam est développé par le studio indépendant Pyjama Llama Games, situé à Gand. Le jeu est sorti en accès anticipé sur Steam, Kartridge, GoG et Humble Bundle le 26 septembre 2019,,.

## Accueil
Au cours de son développement, Flotsam a déjà remporté plusieurs prix.
| Date | Catégorie                    | Emplacement                        |
| ---- | ---------------------------- | ---------------------------------- |
| 2017 | Grand Prix                   | Nuits blanches, Prague             |
| 2017 | Meilleur design de jeu       | Nuits blanches, Prague             |
| 2018 | Étoile montante              | IndieArenaBooth, Gamescom, Cologne |
| 2019 | Jeu belge le plus prometteur | Belgian Game Awards, Courtrai      |
| 2019 | Meilleur jeu Unity           | IndieArenaBooth, Gamescom, Cologne |